# Squero de San Trovaso

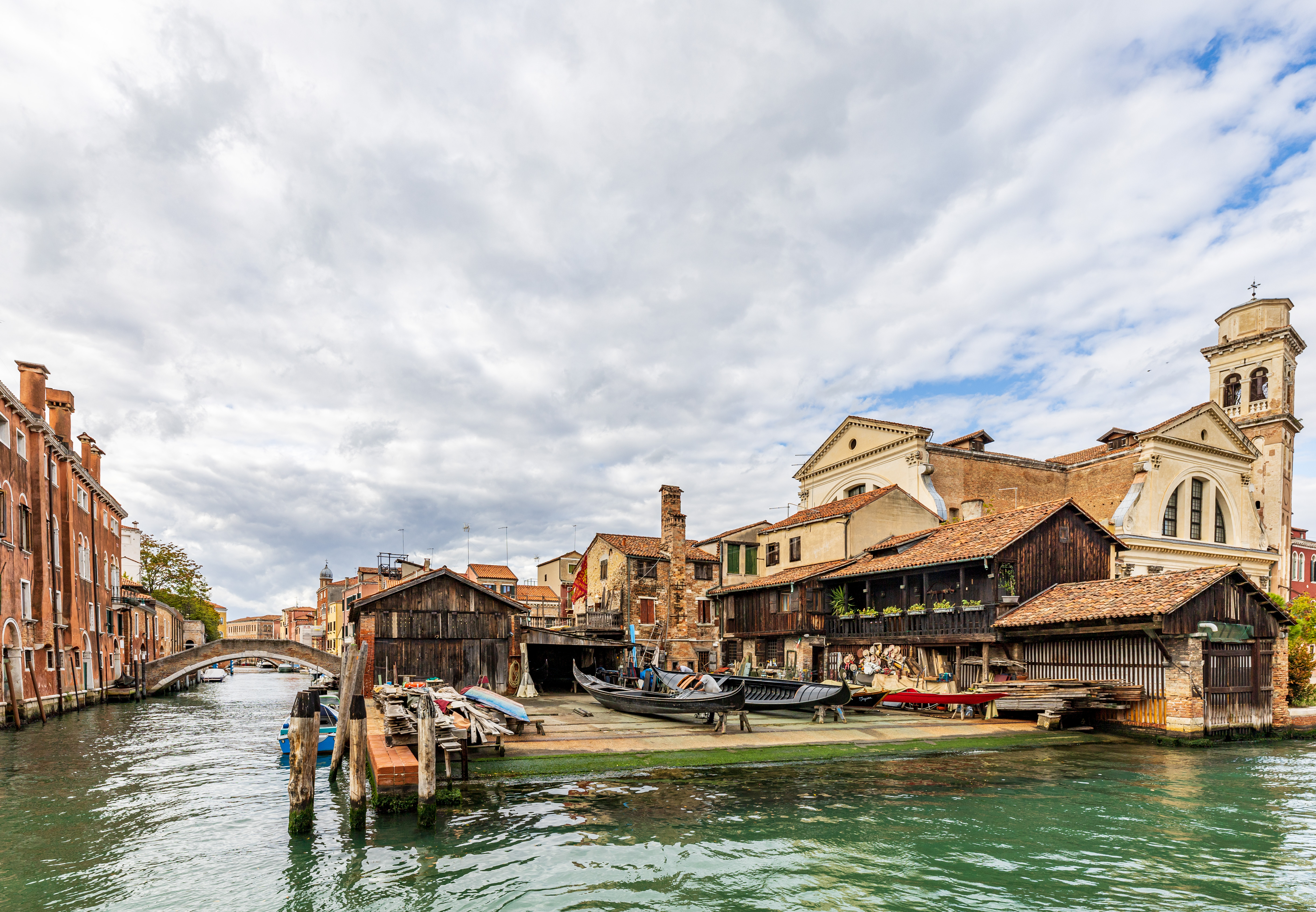
Squero di San Trovaso - Le hangar à bateaux

Le squero de San Trovaso est l'un des plus anciens et des plus célèbres squeri vénitiens. Le squero ("chantier" en vénitien: à partir du mot "squara", qui désigne l'outil utilisé pour construire des bateaux) est le classique chantier de construction navale, où ont été construits et réparés les bateaux de petite taille tels que les gondoles, pupparini, sandoli, et autres bateaux typiques de la tradition navale vénitienne.

## Description
Celui de San Trovaso est situé le long du rio du même nom et date du XVIIe siècle. Il est l'un des seuls bassins de radoub toujours en activité à Venise, même si aujourd'hui sont fabriqués ou réparés seulement des gondoles, alors que dans le passé, l'activité navale était étendue à d'autres types de bateaux.
Le bâtiment a la forme typique de chalets de montagne, ce qui est exceptionnel à Venise. Cela est dû à l'habitude des squerarioli de travailler avec du bois, notamment les charpentiers de marine.

## Invitation à Venise

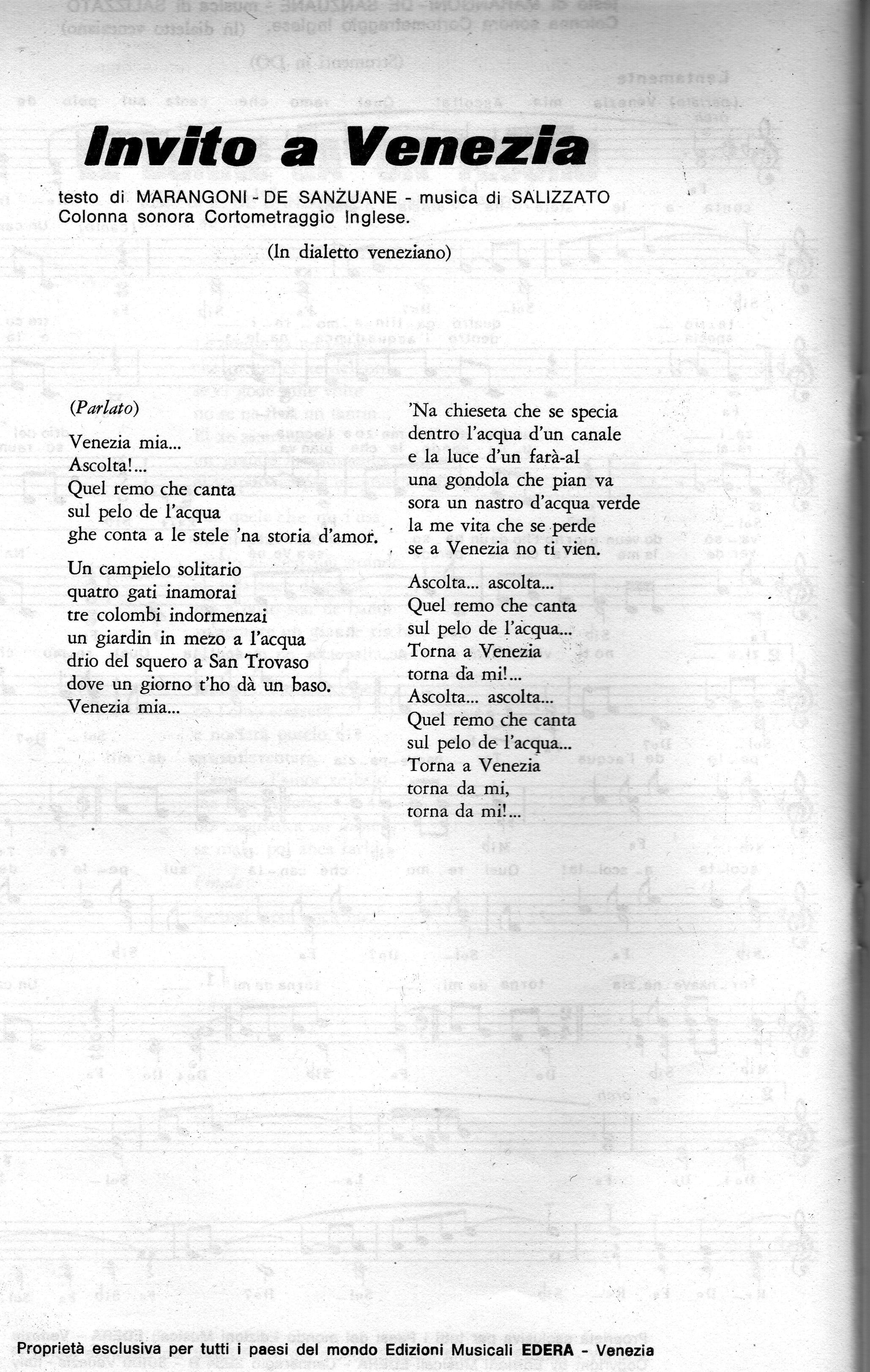
À partir du Squero San Trovaso "Invitation à Venise"

Invitation à Venise est le titre d'une vieille chanson en dialecte vénitien de Emilio De Sanzuane-Giovanni Marangoni, citant notamment le Squero San Trovaso.